# Museo nazionale di storia naturale Grigore Antipa
Il museo nazionale di storia naturale "Grigore Antipa" è un museo di Bucarest, situato sulla Șoseaua Kiseleff al n. 1. Il patrimonio del museo comprende oltre 2 milioni di pezzi raggruppati in diverse collezioni zoologiche, paleontologiche, minerali e rocciose ed etnografiche.

## Storia

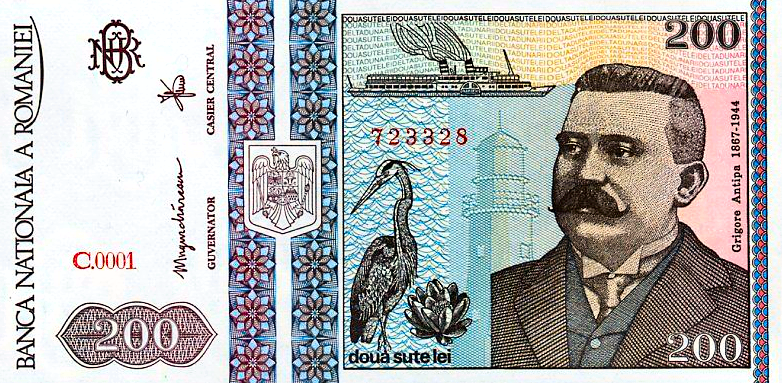
Grigore Antipa, su una banconota del 1992

La prima collezione di storia naturale fu esposta in quello che venne chiamato Museo nazionale di Bucarest istituito nel 1834 nelle sale del Collegio di San Sava. Essa comprendeva 150 minerali, 213 molluschi, numerosi fossili e vari animali naturalizzati. Tre anni dopo Carol Wallenstein de Vella venne nominato curatore e direttore del museo, che nel frattempo era diventato noto come "Museo di San Sava".
Nel 1859 il museo venne dislocato nelle "Case Hiotu" acquistate dal Consiglio scolastico, e l'anno seguente il tassidermista sardo Carlo Ferreratti venne nominato nuovo direttore. Nel 1864 il museo si trasferì di nuovo, questa volta nell'ala sinistra del Palazzo dell'Accademia romena. 
Il sovrano Alexandru Ioan Cuza approvò nel 1865 il Regolamento per l'amministrazione e l'organizzazione del Museo di storia naturale di Bucarest, prevedendo la nomina di un professore universitario come direttore. Il primo, nominato dall'Università due anni dopo, fu Grigoriu Ștefănescu, professore di geologia e paleontologia dell'Università di Bucarest, nella cui sede si spostò di nuovo il museo. Ștefănescu, scopritore del noto Deinotherium gigantissimum, gestì il museo per 28 anni, arricchendo in particolare le raccolte di geologia e paleontologia. 
Ilarie Mitrea, medico dell'esercito coloniale olandese indonesiano, donò nel 1882 una collezione zoologica di circa 1000 specie di animali (insetti, molluschi, crostacei, pesci, anfibi, rettili, uccelli e mammiferi). Per mancanza di spazio e di personale, i pezzi rimasero in deposito fino al 1894, quando vennero rilevati dal naturalista Grigore Antipa. Nel 1884 un incendio all'Università distrusse l'erbario, la collezione di geologia generale e la collezione di rocce e fossili della Romania. Tuttavia, i materiali di Hilarie Mitrea non erano ancora stati esposto e rimasero intatti. Grigore Antipa divenne direttore del museo 1893 e ricoprì il ruolo per 51 anni. Il museo assunse il suo nome nel 1933. 
Nel 1906 il museo si trasferì nell'odierno edificio situato sulla Șoseaua Kiseleff, progettato dall'ingegnere Mihail Rocco, e nel 1908 vennero inaugurate 16 nuove sale, una delle quali comprendeva 4 diorami biogeografici (il deserto del Sahara, la savana africana, la prateria americana e la tundra), tra i primi realizzati al mondo e che, per la loro qualità, vennero impiegati come modelli da molti altri musei in Romania e all'estero. Durante la seconda guerra mondiale l'edificio subì ingenti danni sia per via di un terremoto, sia per via dei bombardamenti ad opera degli americani, dei sovietici e dei tedeschi. 
Nel dopoguerra l'edificio venne ristrutturato e ulteriormente ampliato, mentre nel 1973 venne organizzata la prima spedizione scientifica all'estero dopo la guerra avvenuta in Tanzania (a quel tempo un paese comunista come la Romania), che arricchì ulteriormente la collezione con numerose specie di animali. 
Il terremoto del 4 marzo 1977 danneggiò gravemente l'edificio e le collezioni del museo. Nel 1984 venne inaugurato il primo ciclo di conferenze dedicate agli studenti delle scuole di Bucarest. La struttura venne interessata da restauri dal 1999 al 2002 e dal 2008 al 2011. 

## Descrizione

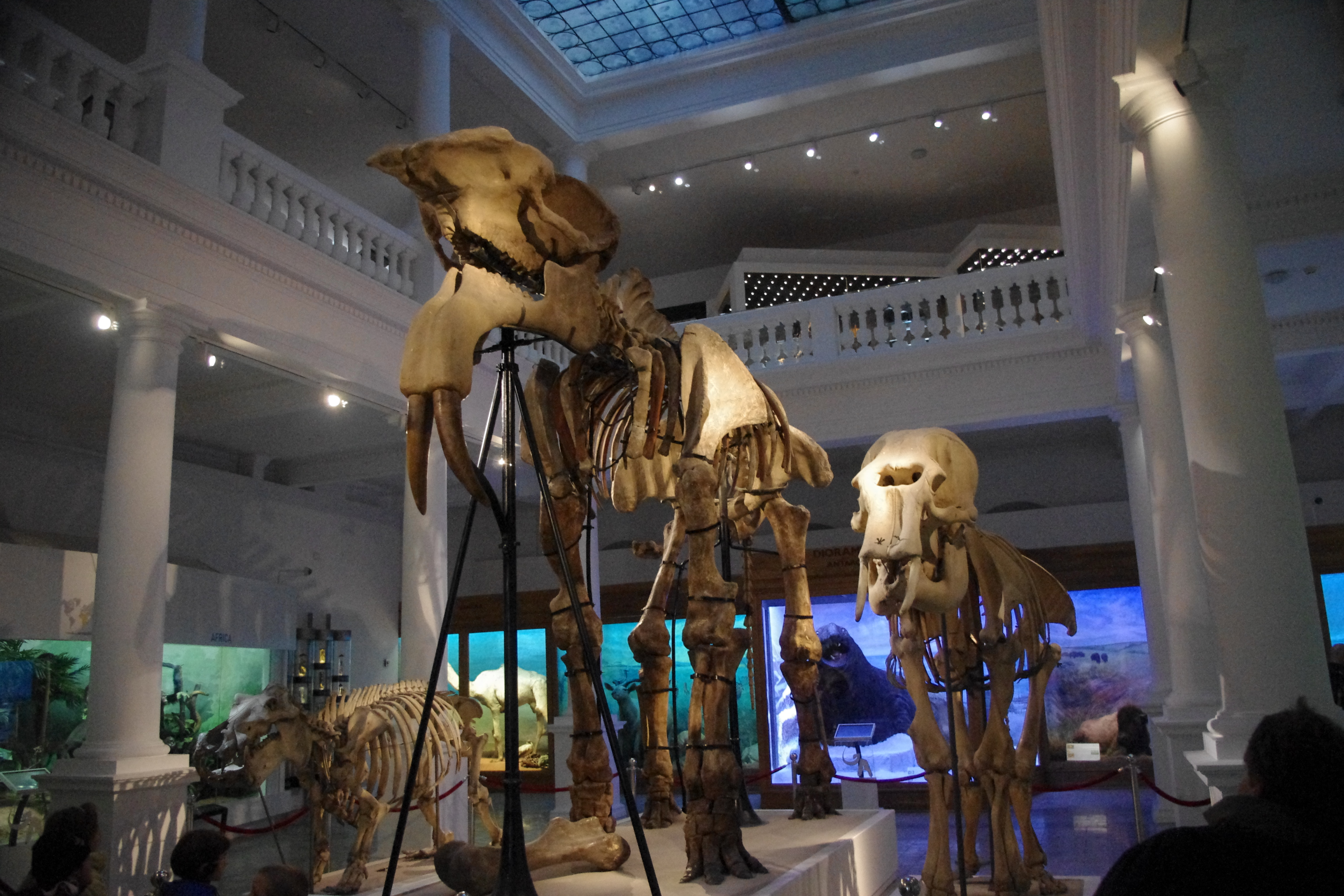
Il deinoterio fossile dal piano terra dell'istituzione.

L'istituzione conserva un prezioso patrimonio costituito da collezioni osteologiche, zoologiche, mineralogiche, geologiche, paleontologiche ed etnografiche, a cui si aggiungono la biblioteca, disegni, schizzi, mappe, dipinti e oggetti ereditati da studiosi ed esploratori del passato. In quanto difficile mostrarli tutti insieme, i reperti vengono esposti durante le mostre temporanee e la maggior parte di essi restano nei depositi a disposizione per una vasta gamma di ricerche sulle scienze naturali. 
Le collezioni consentono una comprensione sintetica dell'evoluzione, in accordo con la visione geometrica di Grigore Antipa, uno studente di Ernst Haeckel, che a sua volta aveva esposto la visione ecologica della natura e le relazioni dell'umanità con l'ambiente. 
Gli zoologi del museo partecipano a numerosi programmi di ricerca conducendo studi sulla biodiversità delle varie regioni della Romania (Delta del Danubio, Prato del Danubio, Dobrugia meridionale, Maramures, Banato, una serie di catene montuose dei Carpazi meridionali) o all'estero (Indonesia, Brasile, Islanda, Turchia, ecc.).
Il museo è organizzato su tre percorsi espositivi: 
- al piano interrato si trova l'area "Biodiversità della Romania";
- al piano terra sono presenti gli ecosistemi provenienti da tutta la terra;
- il primo piano è dedicato alla preistoria e alla storia umana, all'etnologia, alla mineralogia, all'entomologia e alla biologia marina.[4]